# Téloméropathie
Pour les articles homonymes, voir DKC.
 Mise en garde médicale
La téloméropathie,,, anciennement dyskératose congénitale (DKC), aussi appelée syndrome de Zinsser-Engman-Cole,, est un trouble congénital rare et progressif qui à certains égards, ressemble à un vieillissement prématuré (semblable à la progeria). La maladie affecte principalement le système tégumentaire (la peau, les phanères) et immunitaire, avec une atteinte de la moelle osseuse.

## Description
Plusieurs des symptômes sont proches de ceux de la progéria, et les porteurs des formes les plus graves de la maladie ont souvent une durée de vie considérablement raccourcie.

### Clinique
Les atteintes cutanéo-muqueuses se développent généralement[évasif] entre 5 ans et 15 ans. L'âge médian d'apparition de la cytopénie périphérique est de 10 ans. Le sex-ratio hommes-femmes est d'environ 3/1 ; la triade « hyperpigmentation réticulée de la peau, aspect vernissé ou dystrophique et leucopénie  » est caractéristique, mais d'autres signes, plus inconstants, peuvent être associés. Le premier constat est la pigmentation anormale de la peau, avec des macules hyperpigmentées ou hypopigmentées dans un motif tacheté ou réticulé. La pigmentation réticulée survient chez environ 90 % des patients. Des changements de type poïkilodermie avec atrophie et télangiectasie sont fréquentes. La présentation cutanée peut cliniquement et histologiquement ressembler  à une maladie du greffon contre l'hôte. La répartition typique implique les zones exposées au soleil : partie supérieure du tronc, du cou et du visage. D'autres symptômes cutanés peuvent comprendre l'alopécie du cuir chevelu, des sourcils et des cils. Il peut exister une hyperhidrose, une hyperkératose des paumes et des plantes, et une adermatoglyphia (perte des empreintes digitales). 
La dystrophie des ongles est observée chez environ 90 % des patients : Cette dystrophie commence par diviser les sillons avec une atrophie progressive, un amincissement, un ptérygion. Une leucoplasie des muqueuses existe chez environ 80 % des patients et implique généralement la muqueuse buccale, de la langue et de l'oropharynx. La leucoplasie peut devenir verruqueuse, et une ulcération peut se produire. Une maladie parodontale peut y être associée. D'autres sites muqueux peuvent être impliqués (par exemple: œsophage, méat urétral, gland, canal lacrymal, conjonctives, vagin, anus). Elle peut alors se compliquer d'une sténose, avec le développement de symptômes en rapport : dysphagie, dysurie, phimosis, ou larmoiement.
Les patients peuvent avoir des difficultés d'apprentissage et un retard mental. La téloméropathie peut être associée à une conjonctivite, une blépharite ou à un pterygium. Une sténose du canal lacrymal avec larmoiement survient chez environ 80 % des patients. Les patients peuvent avoir une hypoplasie mandibulaire, une ostéoporose, une nécrose avasculaire ou une  scoliose. Il peut exister une hépatosplénomégalie, entéropathie ou une cirrhose. Des testicules hypospasiques, un hypospadias, ou une sténose urétrale sont souvent signalés. Les porteuses féminines de la téloméropathie peuvent présenter des caractéristiques cliniques subtiles. Une étude a montré que 3 des 20 femmes porteuses de la maladie présentaient des caractéristiques cliniques qui ont inclus un seul clou dystrophique, de l'hypopigmentation ou une leucopénie modérées.[réf. nécessaire]

### Biologie
Environ 90 % des malades ont une cytopénie périphérique d'une ou plusieurs lignées. Dans certains cas, il s'agit de la première manifestation, avec un âge médian de survenue de 10 ans. L'insuffisance de la moelle osseuse est une cause majeure de mortalité, avec environ 70 % des décès liés à des saignements et des infections opportunistes.  

## Complications
Environ 20 % des personnes atteintes développent des complications pulmonaires, y compris la fibrose et des anomalies des vaisseaux pulmonaires. 
Les patients ont une prévalence accrue de cancers, notamment le carcinome épidermoïde de la bouche, du nasopharynx, de l'œsophage, du rectum, du vagin ou du col utérin. Ils se produisent souvent sur les sites de leucoplasie. La prévalence des cancers de la peau, des lymphomes de Hodgkin, des cancers digestifs et pulmonaires sont augmentés. La malignité tend à se développer dans la troisième décennie de la vie.

## Physiopathologie
Le mécanisme précis de la maladie n'est pas encore entièrement compris. Il existe un trouble dans la maintenance des télomères. Plus précisément, la maladie est liée à une ou plusieurs mutations qui affectent directement ou indirectement les télomérases.
Les défauts de prolifération dans la peau des kératinocytes sont corrigées par l'expression de la transcriptase inverse de la télomérase, TERT, ou par l'activation de la télomérase endogène à travers l'expression du virus du papillome E6/E7 ou la télomérase ARN composant

## Génétique
Neuf gènes responsables ont été identifiées : DKC1, TERC, TERT, NOP10, NHP2, TIN2, C16orf57, TCAB1 et PARN.

### Forme autosomique récessive
Un cas de  mutation autosomique récessive dans une famille porteuse de DKC est due à une mutation mur le gène NOP10. Les personnes homozygotes récessifs montrent des symptômes de dyskératose congénitale dans son intégralité.
Chez ces patients, les télomères ont une longueur beaucoup plus courte. En outre, les hétérozygotes montrent également des télomères relativement raccourcies. 
Les mutations sur le gène Nhp2 entraînent la même maladie. Ces mutations sont également autosomique récessive.

### Forme liée à l'X
La meilleure forme caractérisée de dyskératose congénitale est le résultat d'une ou plusieurs mutations dans le bras long du chromosome X sur le gène DKC1, codant la protéine dyskérine.

### Forme autosomique dominante
Les preuves de l'importance du domaine H / ACA dans la télomérase humaine est abondante. Au moins une étude a montré que ces mutations affectent l'activité de la télomérase.

## Traitement
Il n'existe pas de traitement spécifique. 